# Rue de Sontay
Die Rue de Sontay ist eine 155 Meter lange und 15 Meter breite Straße im Quartier de la Porte-Dauphine des 16. Arrondissements von Paris.

## Lage
Die Straße ist eine Einbahnstraße und beginnt bei Nummer 6 der Place Victor Hugo und endet bei Nummer 174 der Rue de la Pompe.
Über die Metrostation, Linie   ist die Straße an den ÖPNV angeschlossen.

## Namensursprung
Sie trägt den Namen Sontay (Sơn Tây auf Vietnamesisch), eine Stadt in Tonkin, die von französischen Truppen während der Tonkin-Kampagne im Dezember 1883, am Vorabend des chinesisch-französischen Krieges, eingenommen wurde.

## Geschichte
Die Straße wurde 1882 eröffnet und firmierte zunächst unter der Bezeichnung Rue Lefuel, die zu Ehren des bedeutenden französischen Architekten Hector Lefuel (1810–1880) gewählt wurde. Bereits 1886 erfolgte die Umbenennung in den noch heute gültigen Namen, mit dem an die im Rahmen des chinesisch-französischen Krieges geführte siegreiche Schlacht der französischen Armee vom Dezember 1883 in der nordvietnamesischen Region Tonkin bei der Stadt Sơn Tây erinnert wird. Die siegreichen französischen Truppen wurden von Admiral Anatole Prosper Courbet (1827–1885) angeführt, nach dem eine in unmittelbarer Nachbarschaft gelegene Straße zwei Blocks weiter südlich benannt ist, die ebenfalls mit der Rue de la Pompe verbunden ist.

## Sehenswürdigkeiten

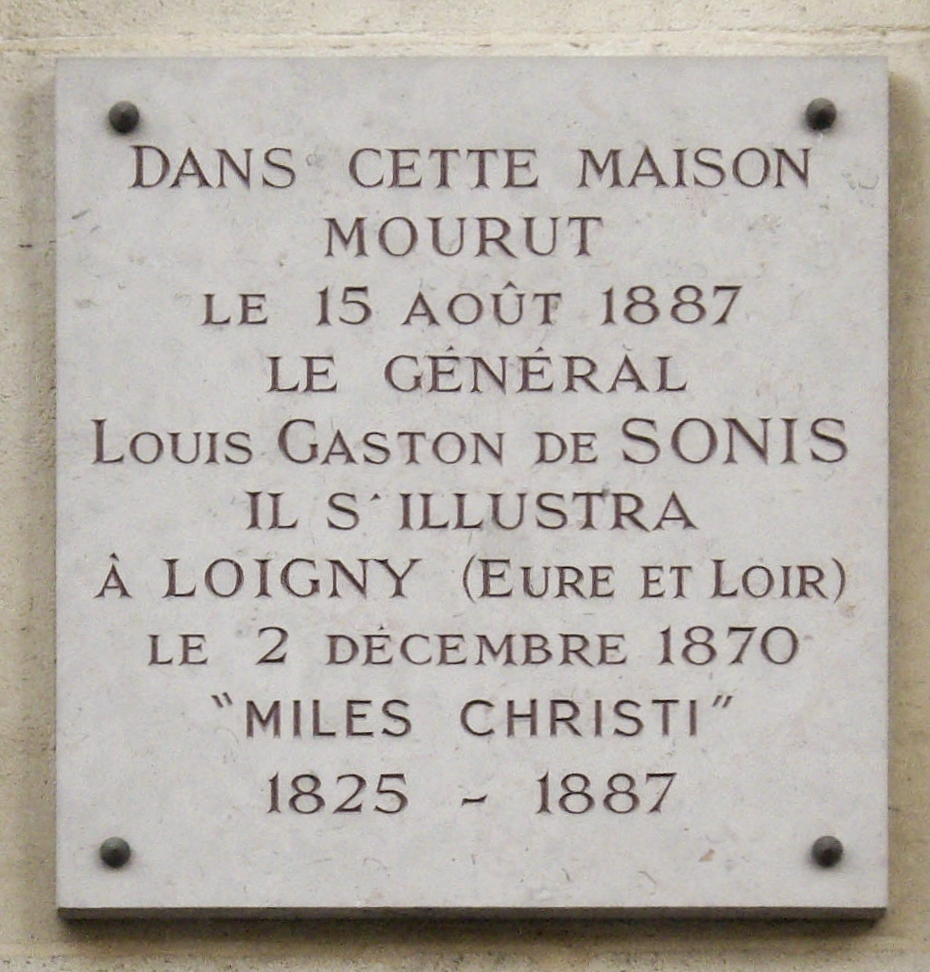
Gedenktafel an
Haus Nummer 2

- Eine Gedenktafel am Haus Nr. 2 erinnert daran, dass hier der General Louis-Gaston de Sonis verstarb.
- Eine Gedenktafel am Haus Nr. 6 erinnert an die Wohnung des Literaten René de Pont-Jest (1830–1904)[2]